# アナスチグマート
アナスチグマート（独:Anastigmat ）とは、レンズの収差補正状況を示す言葉の一つで、球面収差、コマ収差、像面湾曲、非点収差をすべて解消していることを言う。
英語読みではアナスティグマット。現代写真レンズのほとんど全てはこれに属する。

## 概要
光学用途に用いるレンズは、屈折に伴って発生するコマ収差や像面湾曲、非点収差といった、各種の収差が補正されていることが望ましい。しかし、初期の単純な構成のレンズでは、すべての収差を効果的に補正することは困難であり、アプラナートやスチグマートなどの限定的な収差補正にとどまっていた。
すべての収差を補正するアナスチグマートとして最初に実現したのは、ロッスのフーゴー・シュレーダーが1888年に開発したコンセントリックであり、次いで同じ年の1888年にカール・ツァイスのパウル・ルドルフが開発したツァイス・アナスチグマート（後プロターに改名）、続いてゲルツのエミール・フォン・フーフが開発したゲルツ・ドッペルアナスチグマート（後ダゴールに改名）や、フォクトレンダーのダーヴィット・ケンプファーが1893年に開発したコリニア等が、初期の製品として知られる。
1893年、ハロルド・デニス・テイラーによって比較的単純な3群3枚構成ですべての収差を補正できるトリプレットが考案され、アナスチグマートが一般化した。
20世紀前半までは、カメラ用レンズ銘にアナスチグマートであることを明記した製品も多かったが、アナスチグマートであることが当たり前になってからは、製品の特長として言及することは少なくなっている。

## ドッペルアナスチグマート
アナスチグマートが開発された当時は対称型のレンズ構成が多く、対象の片側だけでも使用できたため、これを単にアナスチグマートと呼んでいた。
その後、時代が下って、2つ組み合わせた製品が出回るようになり、特に「ドッペルアナスチグマート（独: Doppel-Anastigmat）」もしくは「ダブルアナスチグマット（英: double-Anastigmat）」と呼ぶようになった。